# Avenida de Bagdade

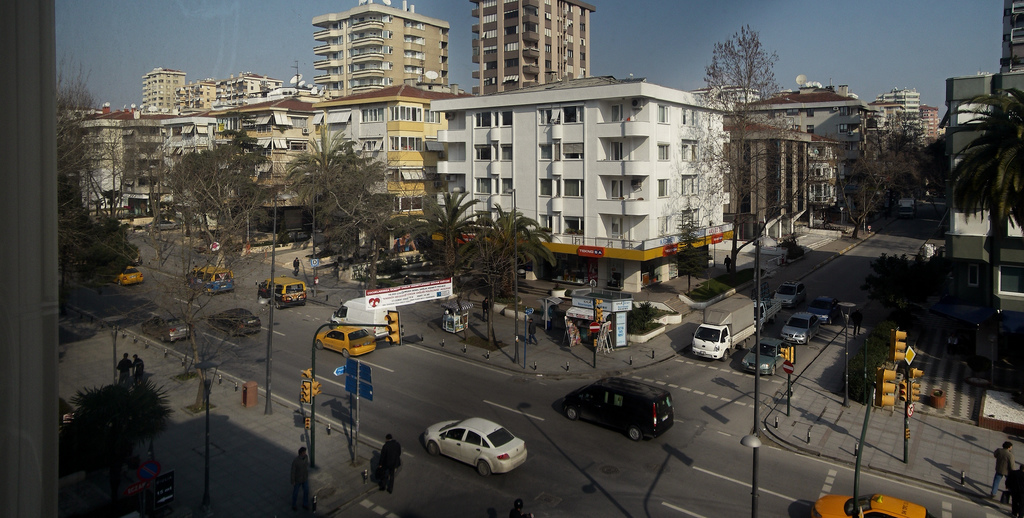
Vista da Avenida de Bagdade

A Avenida de Bagdade (em turco: Bağdat Caddesi) é uma artéria urbana da parte asiática de Istambul, Turquia. A avenida tem cerca de 14 km e vai desde o distrito de Maltepe, a leste, até ao distrito de Kadıköy, a oeste, quase paralelamente à costa do mar de Mármara. A parte mais importante da avenida é um troço em Kadıköy com trânsito apenas num sentido, que vai de Bostancı to Kızıltoprak numa distância de 6 km. Em termos de notabilidade, movimento de pessoas e ambiente, pode considerar-se que Avenida de Bagdade está para o lado asiático de Istambul como a Avenida İstiklal está para a parte a norte do Corno de Ouro da parte europeia da cidade.

## Descrição e localização
É sobretudo uma avenida residencial de classes altas. A parte só com um sentido é tem velhos plátanos e é flanqueada por centros comerciais, grandes lojas, nomeadamente de roupa de marcas internacionais, restaurantes de cozinha internacional e local, bares, cafés, stands de automóveis de luxo e agências bancárias. A própria avenida pode ser considerada um grande centro comercial parcialmente ao ar livre, onde muitas das lojas estão abertas todos os dias, inclusivamente aos domingos. No verão e nos fins de semana, o passeios enchem-se de multidões a passear e a ver montras. O trânsito está quase invariavelmente congestionado.
Os bairros por onde passa a avenida são, de leste para oeste: Cevizli, Maltepe, İdealtepe, Küçükyalı, Altıntepe, Bostancı, Çatalçeşme, Suadiye, Şaşkınbakkal, Erenköy, Caddebostan, Göztepe, Çiftehavuzlar, Selamiçeşme, Feneryolu e Kızıltoprak. Os quarteirões mais movimentados encontram-se entre Suadiye e Caddebostan (ambos inclusive), onde se concentram a maior parte dos centros comerciais e lojas de moda.
A avenida tem várias alternativas em termos de transportes. Além de autocarro e táxi, há um comboio urbano que corre paralelo a norte da avenida e cais de "autocarros marítimos" (deniz otobüsü, ferryboats catamarãs velozes) em Kadıköy e Bostancı que ligam com o lado europeu de Istambul. Em Bostancı há ainda ferryboats tradicionais, que ligam com o lado europeu e com as Ilhas dos Príncipes.
Desde os anos 1960 que as corridas informais de carros (ver racha) são uma espécie de subcultura da avenida. Os jovens endinheirados usavam a avenida para fazerem corridas com os seus carros potentes importados. Muitos desses jovens são agora adultos de meia idade que continuam a gostar de reviver os seus tempos de juventude em que se imaginavam pilotos de corridas. Nos anos 1990 assistiu-se a um aumento das corridas; no fim da década, as corridas noturnas provocaram muitos acidentes fatais, o que só diminuiu drasticamente graças à vigilância reforçada da polícia.

## História
A origem da Avenida de Bagdade remonta ao Império Bizantino, quando era parte da estrada  que ligava Constantinopla à Anatólia. Mais tarde, durante o Império Otomano, foi uma estrada comercial e militar. A estrada foi batizada com o nome de Bagdade a seguir à conquista daquela cidade pelo sultão Murade IV em 1638. A estrada original tinha o seu início em Üsküdar e passava pelos prados de Haydarpaşa antes de atingir o percurso da avenida atual em Kızıltoprak. Os otomanos construíram fontes com locais de oração ao longo da estrada para os viajantes que chegavam ou partiam da cidade. Alguns dos bairros ao longo da avenida têm os nomes dessas fontes (em turco: çeşme), como Söğütlüçeşme (Fonte do Salgueiro), Selamiçeşme e Çatalçeşme (Fonte da Bifurcação).
Durante o reinado de Abdulamide II (1876-1909), alguns paxás (governadores), outros funcionários e oficiais superiores e mercadores ricos que queriam estar o mais próximo possível do palácio compraram lotes de terreno em volta da Avenida de Bagdade e erigiram mansões luxuosas em madeira, algumas das quais ainda existentes.
Antes da Primeira Guerra Mundial a avenida era pavimentada com calçada em pedra e eram usadas carroças como transporte. Nos primeiros anos da república, a calçada original foi coberta de asfalto e foi construída uma linha de elétricos entre Kadıköy e Bostancı. Até à década de 1960, as áreas próximas da avenida eram usadas como estância de veraneio pelas famílias de classe média e alta que viviam o resto ano na parte europeia de Istambul, onde tinham os seus empregos e negócios. Após a abertura da Ponte do Bósforo em 1973, as casas baixas de veraneio form demolidas para dar lugar a condomínios de vários andares e a área tornou-se uma das zonas residenciais mais procuradas da cidade.

## Centro de celebrações
À semelhança da Praça Taksim no outro lado do Bósforo, a Avenida Bagdade é palco de muitas celebrações e concentrações festivas para comemorar eventos importantes, como feriados nacionais ou vitórias desportivas. Nas vésperas do Dia da República, celebrado a 29 de outubro, decorre na avenida uma grande parada.
A avenida é igualmente palco das festas das vitórias do principal clube local, o Fenerbahçe Spor Kulübü. Cada vez que este ganha o Campeonato Turco de Futebol, a avenida assiste a um autêntico carnaval, com canções, danças e carros a buzinar durante toda a noite.